# ヒッパルコス

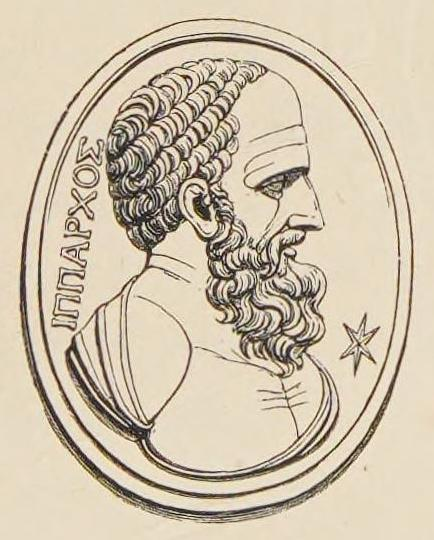
ヒッパルコスの肖像画

ヒッパルコス（ギリシア語: Ἵππαρχος、ラテン語: Hipparchus、紀元前190年ごろ - 紀元前120年ごろ）は、古代ギリシアの天文学者。現代にすべてつながる46星座を決定した。
著書が現存せず、どのような説を唱えたのかははっきりしない。トレミーの48星座とかみのけ座の合わせて49星座を決定したのもヒッパルコスだと言われるが、はっきりと分かっている業績は、46星座の決定のみである。
クラウディオス・プトレマイオスの『アルマゲスト』で、最も引用回数の多いのがヒッパルコスであることから、天動説を含む古代の天文学の体系を成立させたのはヒッパルコスであるという説がある。これは広く支持されているが、決定的な証明がなされていない。
ヒッパルコスは、春分点歳差（precession of the equinoxes, 歳差運動の一種）を発見した。また、彼は、注意深い観測によって、古代ギリシャ天文学に幾何学的データを導入した。それは発展して、彼が観測した天体の運動を説明し、彼の天文学的な趣味・姿勢・教養は、そのあと三世紀ものあいだ影響を与え続けたとされる。

## 主な業績
- 恒星を1等星から6等星までの6段階に分けた。これは若干形を変え、視等級として現代でも使われている。
- 三角法による測量を行った。
- 歳差による春分点移動を発見した。
- メトン周期の改良。
- アンティキティラ島の機械はヒッパルコスの理論に基づいているとされる（あるいはヒッパルコス自身がこの装置を発明したのかもしれない）。天体観測機器のアストロラーベも発明したとみられる。

## 春分点の移動の発見

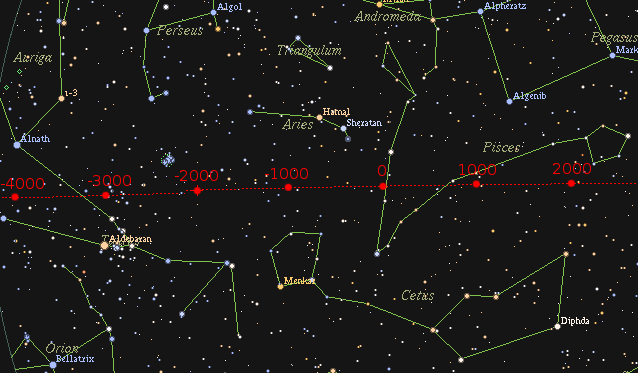
春分点の移動路

一般的にヒッパルコスは、春分点（及び秋分点）が1年ごとに前へ進む現象（歳差）の発見者として認知されている。この発見は、紀元前146年から127年のこととされる。この現象についてヒッパルコスは、『至点及び分点の決定について』と『一年の長さについて』という二冊の本を著した。これらは二冊ともプトレマイオスの『アルマゲスト』で言及されている。
プトレマイオスによると、ヒッパルコスはスピカとレグルスをはじめとした明るい星々の経度を計測した。その計測記録が、チモカリスとアリスティルスがヒッパルコスに先んじて計測した記録と異なっていたため、ヒッパルコスはスピカが相対角度で2°、秋分点の方に移動したと結論付けた。また、ヒッパルコスは、太陽年の長さ（太陽が春分点に戻ってくるまでにかかる時間の長さ）と、恒星年の長さ（太陽がある恒星の上に戻ってくるまでにかかる時間の長さ）との比較を行い、この二つが完全には一致しないことに気づいた。そうして春分点及び秋分点が黄道に沿って前進しており、その前進の割合は1世紀に少なくとも1°はあると結論付けたという。

## 地理学
ヒッパルコスは『エラトステネスの地理学への反論』と題する三巻本を著したが、現伝しない。この本に関する知識の多くはストラボンから得られる。ヒッパルコスはこの本の中で、エラトステネスを徹底的に批判するが、地理的位置情報の不正確さと内部矛盾への批判が主で、ややこじつけの感がある。ヒッパルコスは、地図が天文学的に計測された緯度と経度のみに基づかなければならず、未知の距離については三角法を用いた計測によって求めなければならないという考えにこだわった。
また、ヒッパルコスは、地理学の理論に関して三つの大きな発明をしている。第一に、地理座標系を初めて用いたことである。第二に、緯度を太陽の傾きだけでなく星の観測結果も用いて決定したことである。太陽の傾きで緯度を知る方法は古くから知られていた。第三に、離れた地点間で同時に月食の観察を行う方法によって経度を決定したことである。また、ヒッパルコスは、その著作の中で「気候表」と呼ばれる実用的な部分で、数十か所の緯度を一覧にした。その中でも特に、かつてエラトステネスが提示したアテネ、シチリア島、インド亜大陸の南端の緯度を、より正確なものに改善した。
ヒッパルコスは、「気候表」の中で緯度を夏至又は冬至の長さと関連付けており、緯度を算出するにあたって用いた黄道傾斜の値を23°40′とした。紀元前2世紀後半の推定値は、23°43′である。ほかの古代の科学者たちが24°の概算値を用いており、クラウディオス・プトレマイオスですら23°51′という値を示している中で、この正確さは驚くべきものがある。
また、ヒッパルコスは、ヘレニズム時代に広く受け入れられていた、大西洋とインド洋とカスピ海がそれぞれ一つの大洋の一部分であるという説に反対すると同時に、エクメーネを拡張して赤道から北極圏の間まで拡げた。
ヒッパルコスの考察は、プトレマイオスの『ゲオグラフィア』に見ることができる。本質的に、プトレマイオスの業績は、ヒッパルコスが示した地理学とはなんであるべきかという見解を実現させる試みの末に得られたものである。

## ヒッパルコス衛星
年周視差の精密測定を行うため1989年8月8日に打ち上げられた人工衛星は、ヒッパルコス衛星と名付けられた。これは、宇宙、天文学に対するヒッパルコスの貢献を、世界の天文学界やヒッパルコス衛星打ち上げ実務チームが認めていることの証拠である。ただ、古代ギリシャ時代の話なので、その貢献をどこまで評価するかは、異論があることは仕方がないであろう。
ヒッパルコス衛星は予定の静止軌道に乗ることには失敗したものの、1993年6月24日に運用停止するまでに多数の有用なデータを収集した。